# Renato Sanches
Renato Júnior Luz Sanches (Lisboa, 18 de agosto de 1997) es un futbolista portugués que juega como centrocampista en el Paris Saint-Germain F. C. de la Ligue 1 de Francia.

## Trayectoria
Debutó como profesional el 5 de octubre de 2014, con el segundo equipo del S. L. Benfica en la Segunda División, fue contra el C. D. Feirense en la décima fecha, a pesar de ser su primer partido oficial, jugó como titular y empataron 2 a 2. En su primera temporada con el club, jugó en veinticuatro oportunidades, de las cuales en once fue titular, acumuló un total de mil minutos en cancha.
Para la temporada 2015-16, se consolidó como titular en el Benfica B. El 30 de agosto de 2015 anotó su primer gol oficial, fue en el minuto 2 del partido de la quinta fecha contra el Varzim S. C., pero finalmente perdieron 2 a 1. El 16 de septiembre anotó su primer doblete, ante el C. D. Desportivo Aves, pero perdieron 3 a 2. Debido a su buen rendimiento en la selección sub-19 portuguesa y el nivel que mostró en la Liga Juvenil de la UEFA 2015-16, incluyendo un gol en la victoria por 11 a 1 contra el Galatasaray en la fase de grupos, fue ascendido al primer equipo de Benfica.
Debutó en Primera División el 30 de octubre, en la novena jornada contra el C. D. Tondela, ingresó en el minuto 75 y ganaron 3 a 0.
A nivel internacional, debutó en la Liga de Campeones de la UEFA el 25 de noviembre, jugó como titular los noventa minutos y empataron 2 a 2 contra el Astaná en la fase de grupos.
Su primer gol en la máxima categoría lo realizó el 4 de diciembre ante Académica de Coimbra, fue titular ante 35 000 personas y anotó en el minuto 85, para cerrar el triunfo por 3 a 0.
El 11 de diciembre el Benfica aumentó su cláusula de rescisión a ochenta millones de euros y renovó su contrato hasta 2021.
Disputó su primer clásico el 12 de febrero de 2016, jugó los noventa minutos contra el F. C. Oporto, recibió una tarjeta amarilla y perdieron 2 a 1.
Jugó como titular el partido de ida de octavos de final de la Liga de Campeones, contra el Zenit de San Petersburgo el 16 de febrero, se enfrentó a jugadores como Axel Witsel, Ezequiel Garay, Javi García o Hulk. Renato mostró un gran nivel y ganaron 1 a 0 con un gol en los descuentos. Debido a su buena actuación, el sitio web UEFA.com lo incluyó en el equipo ideal de la semana de la Liga de Campeones.
En cuartos de final se enfrentaron al Bayern de Múnich de Pep Guardiola. El partido de ida fue el 5 de abril en el Allianz Arena ante 70 000 espectadores, Renato jugó los noventa minutos pero perdieron 1 a 0. La vuelta la jugaron el 13 de abril, volvió ser titular, esta vez en el estádio da Luz pero empataron 2 a 2. Por un global de 3 a 2, clasificaron los alemanes.
En el torneo local, continuó como titular y luego de perder el clásico, lograron una racha de once victorias consecutivas. El Benfica llegó a la última fecha como líder con 85 puntos, dos más que el Sporting de Lisboa.
El 10 de mayo firmó contrato con el Bayern de Múnich por años, a cambio de treinta y cinco millones de euros, más otros cuarenta y cinco millones en variables.
Regresó a Portugal para finalizar la temporada, pero debido a que recibió una tarjeta roja, Renato se perdió la última fecha del campeonato local, pero ganaron 4 a 1 y se coronaron campeones de la Primeira Liga. Fue su primer título oficial como profesional.
Jugó la final de la Copa de la Liga, el 20 de mayo en el Estadio Ciudad de Coímbra, fue titular para enfrentar al Marítimo, estuvo los noventa minutos en cancha y ganaron 6 a 2. Sanches logró su segundo título.
El 24 de octubre logró el Premio Golden Boy del año 2016, como el mejor juvenil sub-21 del año. Superó a otros talentos que se destacaron como Marcus Rashford, Dele Alli, Marco Asensio y Gianluigi Donnarumma.

## Selección nacional

### Categorías inferiores
Renato ha sido parte de la selección de Portugal en las categorías juveniles sub-15, sub-16, sub-17 y sub-19.

#### Participaciones en categorías inferiores
| Competición                                                               | Sede                 | Resultado     | Partidos | Goles |
| ------------------------------------------------------------------------- | -------------------- | ------------- | -------- | ----- |
| Ronda Élite para el Campeonato de Europa Sub-17 de la UEFA 2013           | Inglaterra           | No clasificó  | 3        | 0     |
| Fase de clasificación para el Campeonato de Europa Sub-17 de la UEFA 2014 | Bosnia y Herzegovina | Clasificó     | 3        | 1     |
| Ronda Élite para el Campeonato de Europa Sub-17 de la UEFA 2014           | Portugal             | Clasificó     | 2        | 1     |
| Campeonato de Europa Sub-17 de la UEFA 2014                               | Malta                | Tercer puesto | 3        | 1     |
| Fase de clasificación para el Campeonato de Europa Sub-19 de la UEFA 2015 | Portugal             | Clasificó     | 3        | 1     |
| Ronda Élite para el Campeonato de Europa Sub-19 de la UEFA 2015           | Georgia              | No clasificó  | 2        | 0     |
| Fase de clasificación para el Campeonato de Europa Sub-19 de la UEFA 2016 | Portugal             | Clasificó     | 3        | 2     |

### Absoluta
El 18 de marzo de 2016 fue convocado por Fernando Santos a la selección mayor de Portugal, para estar a la orden en dos partidos amistosos de fecha FIFA.
Debutó con la selección el 25 de marzo, contra Bulgaria en el estadio Dr. Magalhães Pessoa, ingresó al minuto 74 por William Carvalho pero perdieron 1 a 0. Renato debutó con dieciocho años y doscientos veinte días, utilizó la camiseta número 24. Compartió cancha con jugadores como Cristiano Ronaldo, Pepe, Nani y Ricardo Quaresma.
El 29 de marzo, tuvo minutos en un segundo amistoso, esta vez jugó 45 minutos contra Bélgica, se enfrentó a jugadores como Lukaku, Fellaini, Vermaelen y Courtois, con goles de Nani y Ronaldo ganaron 2 a 1.

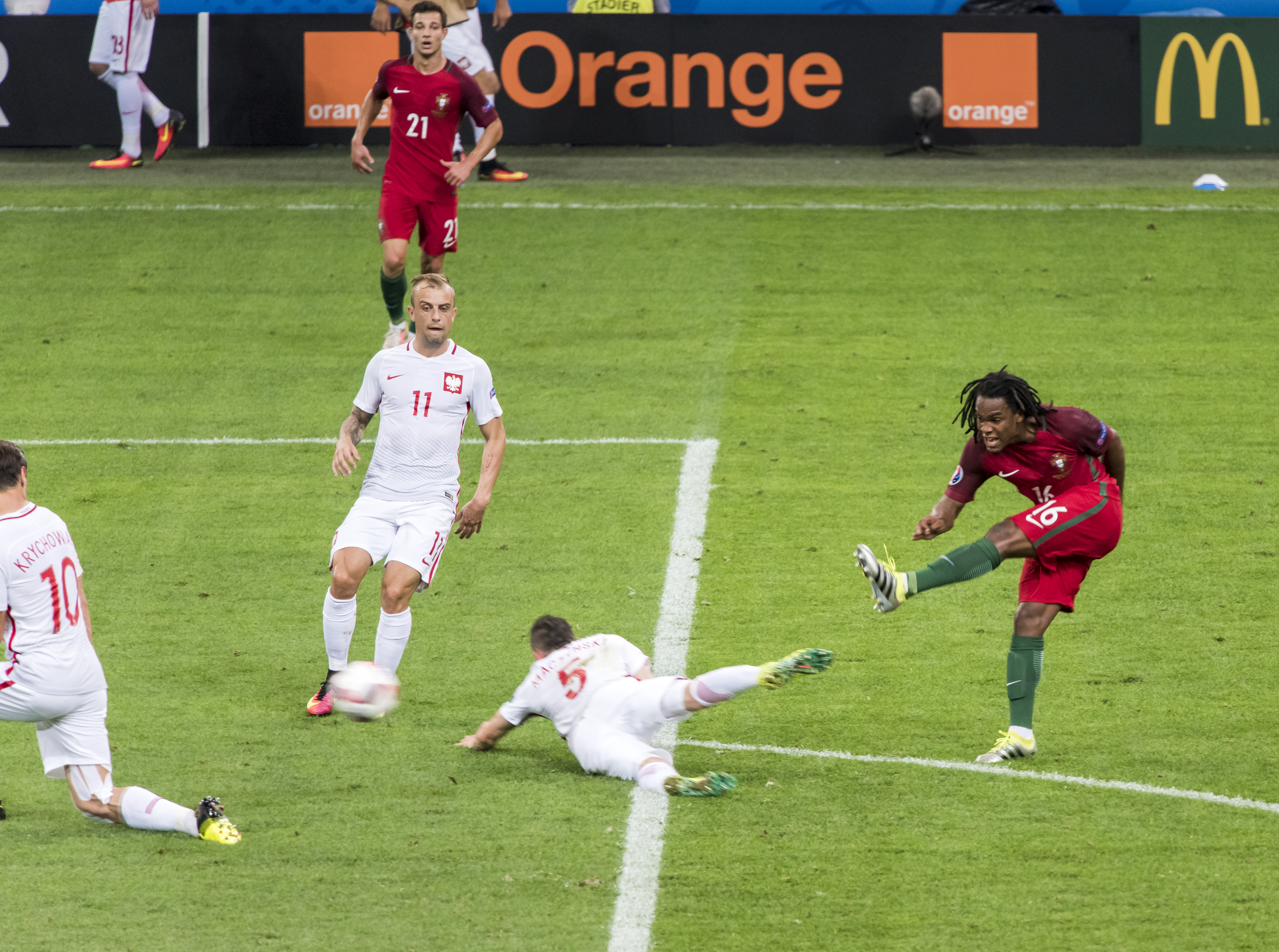
Sanches con marcando un gol contra en la Eurocopa 2016.

El 17 de mayo, fue convocado para jugar la Eurocopa de Francia. Con dieciocho años y diez meses, superó el récord de Cristiano en ser el jugador más joven en ser convocado para un torneo oficial.
Debutó en la competición continental el 14 de junio, ingresó al minuto 71 para enfrentar a Islandia en el primer partido del grupo, pero empataron 1 a 1.
En el segundo encuentro, su rival fue Austria, no tuvo minutos y empataron sin goles. El último partido del grupo fue contra Hungría, Renato ingresó para comenzar el segundo tiempo y finalizaron 3 a 3. Portugal se clasificó como a la siguiente fase como uno de los mejores terceros.
El 25 de junio, se midieron ante Croacia en octavos de final, en el estadio Bollaert-Delelis, Sanches ingresó al minuto 50 y mejoró el juego de su selección, de igual forma llegaron al minuto 90 sin remates al arco y empataron 0 a 0. Fueron a una prórroga y fue en el minuto 117 cuando Renato lideró un contragolpe desde el mediocampo, picó hasta cerca del área rival, brindó un pase a Cristiano, este de inmediato la cruzó y su compañero Ricardo Quaresma convirtió el gol que sentenció el partido, ganaron 1 a 0. Fue elegido el jugador del partido.
Los cuartos de final comenzaron el 30 de junio, Portugal enfrentó a Polonia en Marsella, Sanches fue titular por primera vez con la selección absoluta. El encuentro inició desfavorable ya que desde el minuto 2 con una anotación de Lewandowski se pusieron en ventaja los polacos. Al minuto 33, recibió el esférico ubicado en el lado izquierdo de la cancha, decidió encarar hacia el medio acerándose al área del portero, por lo que dio un pase a Nani, jugador que con un taco se la devolvió a Renato, el joven portugués se perfiló y remató con su zurda un disparo cruzado desde afuera del área que venció la resistencia del arquero, esto significó su primer gol con la selección y el empate transitorio. El partido finalizó 1 a 1 en los 90 minutos, por lo que se jugó una prórroga, instancia en la que no se alteró el marcador. Fueron a penales, Renato pateó el segundo, lo convirtió y como sus compañeros no fallaron y su portero atajó uno, clasificaron a la siguiente instancia por 5 a 3 en los penales. Por el nivel que demostró, fue elegido el mejor jugador del partido por segunda vez consecutiva.
Con dieciocho años y 317 días, se convirtió en el tercer jugador más joven de la historia en marcar un gol en una Eurocopa, superando la marca de su compatriota Cristiano Ronaldo.
La semifinal se jugó el 6 de julio contra Gales, volvió a ser titular, estuvo 74 minutos en cancha y ganaron 2 a 0.
El partido por el título, se disputó el 10 de julio de 2016, en el Stade de France ante más de 75 800 espectadores, su rival fue la selección local, Francia. Renato fue titular, al minuto 25 su capitán Cristiano Ronaldo fue reemplazado debido a una lesión, el encuentro lo dominaron los franceses, el entrenador Fernando Santos decidió sacar a Sanches al minuto 79, en su lugar ingresó Éder, de igual forma el partido finalizó sin goles el tiempo reglamentario. Jugaron un alargue, instancia en la que su compañero Éder convirtió un gol desde afuera del área, se mantuvo el marcador, ganó Portugal 1 a 0 y se proclamaron campeones de Europa por primera vez en su historia.
Renato se convirtió en el jugador más joven en disputar una final de Eurocopa, con 18 años y 328 días. También recibió el premio como Jugador Joven del Torneo SOCAR.

#### Participaciones en absoluta
| Competición   | Sede    | Resultado        | Partidos | Goles |
| ------------- | ------- | ---------------- | -------- | ----- |
| Eurocopa 2016 | Francia | Campeón          | 6        | 1     |
| Eurocopa 2020 | Europa  | Octavos de final | 4        | 0     |

## Estadísticas

### Clubes
Actualizado al último partido jugado el 24 de junio de 2025.
| Club                              | Div.          | Temporada     | Liga  | Liga  | Liga   | Copas nacionales | Copas nacionales | Copas nacionales | Torneos internacionales | Torneos internacionales | Torneos internacionales | Total | Total | Total  | Media goleadora |
| Club                              | Div.          | Temporada     | Part. | Goles | Asist. | Part.            | Goles            | Asist.           | Part.                   | Goles                   | Asist.                  | Part. | Goles | Asist. | Media goleadora |
| --------------------------------- | ------------- | ------------- | ----- | ----- | ------ | ---------------- | ---------------- | ---------------- | ----------------------- | ----------------------- | ----------------------- | ----- | ----- | ------ | --------------- |
| S. L. Benfica "B" Portugal        | 2.ª           | 2014-15       | 24    | 0     | 1      | —                | —                | —                | —                       | —                       | —                       | 24    | 0     | 1      | 0               |
| S. L. Benfica "B" Portugal        | 2.ª           | 2015-16       | 10    | 3     | 0      | —                | —                | —                | —                       | —                       | —                       | 10    | 3     | 0      | 0.3             |
| S. L. Benfica "B" Portugal        | Total club    | Total club    | 34    | 3     | 1      | 0                | 0                | 0                | 0                       | 0                       | 0                       | 34    | 3     | 1      | 0.09            |
| S. L. Benfica Portugal            | 1.ª           | 2015-16       | 24    | 2     | 1      | 5                | 0                | 0                | 6                       | 0                       | 0                       | 35    | 2     | 1      | 0.06            |
| Bayern de Múnich · Alemania       | 1.ª           | 2016-17       | 17    | 0     | 0      | 2                | 0                | 0                | 6                       | 0                       | 0                       | 25    | 0     | 0      | 0               |
| Bayern de Múnich · Alemania       | 1.ª           | 2017-18       | 0     | 0     | 0      | 1                | 0                | 0                | 0                       | 0                       | 0                       | 1     | 0     | 0      | 0               |
| Swansea City A. F. C. Gales       | 1.ª           | 2017-18       | 12    | 0     | 0      | 3                | 0                | 1                | —                       | —                       | —                       | 15    | 0     | 1      | 0               |
| Swansea City A. F. C. Gales       | Total club    | Total club    | 12    | 0     | 0      | 3                | 0                | 1                | 0                       | 0                       | 0                       | 15    | 0     | 1      | 0               |
| Bayern de Múnich · Alemania       | 1.ª           | 2018-19       | 17    | 1     | 1      | 1                | 0                | 2                | 6                       | 1                       | 0                       | 24    | 2     | 3      | 0.08            |
| Bayern de Múnich · Alemania       | 1.ª           | 2019-20       | 1     | 0     | 0      | 2                | 0                | 0                | 0                       | 0                       | 0                       | 3     | 0     | 0      | 0               |
| Bayern de Múnich · Alemania       | Total club    | Total club    | 35    | 1     | 1      | 6                | 0                | 2                | 12                      | 1                       | 0                       | 53    | 2     | 3      | 0.04            |
| Lille O. S. C. Francia            | 1.ª           | 2019-20       | 19    | 3     | 1      | 6                | 1                | 0                | 5                       | 0                       | 0                       | 30    | 4     | 1      | 0.13            |
| Lille O. S. C. Francia            | 1.ª           | 2020-21       | 23    | 1     | 3      | 2                | 0                | 0                | 4                       | 0                       | 0                       | 29    | 1     | 3      | 0.03            |
| Lille O. S. C. Francia            | 1.ª           | 2021-22       | 25    | 2     | 5      | 2                | 0                | 0                | 5                       | 0                       | 0                       | 32    | 2     | 5      | 0.06            |
| Lille O. S. C. Francia            | Total club    | Total club    | 67    | 6     | 9      | 10               | 1                | 0                | 14                      | 0                       | 0                       | 91    | 7     | 9      | 0.08            |
| Paris Saint-Germain F. C. Francia | 1.ª           | 2022-23       | 23    | 2     | 0      | 1                | 0                | 0                | 3                       | 0                       | 0                       | 27    | 2     | 0      | 0.07            |
| Paris Saint-Germain F. C. Francia | Total club    | Total club    | 23    | 2     | 0      | 1                | 0                | 0                | 3                       | 0                       | 0                       | 27    | 2     | 0      | 0.07            |
| A. S. Roma · Italia               | 1.ª           | 2023-24       | 7     | 1     | 0      | 0                | 0                | 0                | 5                       | 0                       | 0                       | 12    | 1     | 0      | 0.08            |
| A. S. Roma · Italia               | Total club    | Total club    | 7     | 1     | 0      | 0                | 0                | 0                | 5                       | 0                       | 0                       | 12    | 1     | 0      | 0.08            |
| S. L. Benfica Portugal            | 1.ª           | 2024-25       | 10    | 0     | 0      | 4                | 0                | 0                | 7                       | 1                       | 0                       | 21    | 1     | 0      | 0.05            |
| S. L. Benfica Portugal            | Total club    | Total club    | 34    | 2     | 1      | 9                | 0                | 0                | 13                      | 1                       | 0                       | 56    | 3     | 1      | 0.05            |
| Total carrera                     | Total carrera | Total carrera | 212   | 15    | 12     | 29               | 1                | 3                | 47                      | 2                       | 0                       | 288   | 18    | 15     | 0.06            |

### Selecciones
Actualizado al 5 de septiembre de 2017.
Último partido citado: Portugal sub-21 2-0 Gales sub-21
| Sub-15 Portugal                                                                            | 2011-12       | -  | - | - | - | 2  | 0 | 2  | 0 |
| Sub-15 Portugal                                                                            | Total sel.    | -  | - | - | - | 2  | 0 | 2  | 0 |
| Sub-16 Portugal                                                                            | 2012-13       | -  | - | - | - | 7  | 1 | 7  | 1 |
| Sub-16 Portugal                                                                            | Total sel.    | -  | - | - | - | 7  | 1 | 7  | 1 |
| Sub-17 Portugal                                                                            | 2012-13       | 3  | 0 | - | - | 0  | 0 | 3  | 0 |
| Sub-17 Portugal                                                                            | 2013-14       | 8  | 3 | - | - | 8  | 1 | 16 | 4 |
| Sub-17 Portugal                                                                            | Total sel.    | 11 | 3 | - | - | 8  | 1 | 19 | 4 |
| Sub-19 Portugal                                                                            | 2014-15       | 5  | 1 | - | - | 2  | 0 | 7  | 1 |
| Sub-19 Portugal                                                                            | 2015-16       | 3  | 2 | - | - | 2  | 0 | 5  | 2 |
| Sub-19 Portugal                                                                            | Total sel.    | 8  | 3 | - | - | 4  | 0 | 12 | 3 |
| Sub-21 Portugal                                                                            | 2017-18       | 4  | 0 | - | - | 0  | 0 | 4  | 0 |
| Sub-21 Portugal                                                                            | Total sel.    | 4  | 0 | - | - | 0  | 0 | 4  | 0 |
| Absoluta Portugal                                                                          | 2016-17       | 7  | 1 | - | - | 6  | 0 | 13 | 1 |
| Absoluta Portugal                                                                          | Total sel.    | 7  | 1 | 0 | 0 | 6  | 0 | 13 | 1 |
| Total carrera                                                                              | Total carrera | 30 | 7 | - | - | 27 | 2 | 57 | 9 |
| (1)Incluidos los datos del Campeonato de Europa Sub-17 de la UEFA (2014) y Eurocopa (2016) |               |    |   |   |   |    |   |    |   |

## Palmarés

### Títulos nacionales
| Título                | Club                | País     | Año  |
| --------------------- | ------------------- | -------- | ---- |
| Primeira Liga         | S. L. Benfica       | Portugal | 2016 |
| Copa de la Liga       | S. L. Benfica       | Portugal | 2016 |
| Supercopa de Alemania | Bayern de Múnich    | Alemania | 2016 |
| 1. Bundesliga         | Bayern de Múnich    | Alemania | 2017 |
| Supercopa de Alemania | Bayern de Múnich    | Alemania | 2017 |
| Supercopa de Alemania | Bayern de Múnich    | Alemania | 2018 |
| 1. Bundesliga         | Bayern de Múnich    | Alemania | 2019 |
| Copa de Alemania      | Bayern de Múnich    | Alemania | 2019 |
| Ligue 1               | Lille O. S. C.      | Francia  | 2021 |
| Supercopa de Francia  | Lille O. S. C.      | Francia  | 2021 |
| Ligue 1               | Paris Saint-Germain | Francia  | 2023 |
| Copa de la Liga       | S. L. Benfica       | Portugal | 2025 |

### Títulos internacionales
| Título   | Club (*)              | Sede    | Año  |
| -------- | --------------------- | ------- | ---- |
| Eurocopa | Selección de Portugal | Francia | 2016 |

(*) Incluyendo la selección.

### Distinciones individuales
| Distinción                                                                        | Año  |
| --------------------------------------------------------------------------------- | ---- |
| Joven de la semana para UEFA.com (mes de diciembre, semana #3)                    | 2015 |
| Parte de los 50 mejores futbolistas sub-18 del mundo según medio Goal.com         | 2016 |
| Parte de los 50 mejores futbolistas sub-20 del mundo según medio La Gazzetta      | 2016 |
| Equipo de la semana de la Champions League para UEFA.com (octavos de final - ida) | 2016 |
| Jugador del partido Croacia - Portugal en la Eurocopa (octavos de final)          | 2016 |
| Jugador del partido Polonia - Portugal en la Eurocopa (cuartos de final)          | 2016 |
| Jugador Joven de la Eurocopa                                                      | 2016 |
| Premio Golden Boy                                                                 | 2016 |
| Parte de los 59 mejores futbolistas sub-21 del mundo (#3) según medio FourFourTwo | 2016 |
| Parte de los 100 mejores futbolistas del mundo (#69) según medio FourFourTwo      | 2016 |
| Parte de los 100 mejores futbolistas del mundo (#54) según medio The Guardian     | 2016 |

## Vida privada
Nació en el hospital Amadora-Sintra en el área metropolitana de Lisboa, su padre, también llamado Renato Sanches, es santotomense y su madre Maria das Dores, caboverdiana.

### Controversia sobre su edad
Debido a que su nacimiento fue registrado por su padre recién en 2002, se ha especulado con la idea de que el jugador podría tener una edad real superior a su edad oficial. En 2016 el entonces presidente del Sporting Lisboa, Bruno de Carvalho, y el exentrenador francés, Guy Roux, acusaron a Sanches de haber nacido antes de 1997, pero no aportaron ninguna prueba que validase sus declaraciones. 